# 1145
1145 (MCXLV) a fost un an obișnuit al calendarului iulian.

## Evenimente
- 18 februarie: Arnaldo da Brescia, discipol al lui Pierre Abelard, devine liderul intelectual al comunei din Roma și propovăduiește sărăcia radicală, căutând să convingă papalitatea să renunțe la puterea sa temporală.
- 7 aprilie: Papa Eugeniu al III-lea emite bula Militia Dei, prin care confirmă independența Ordinului templierilor față de clerul secular.
- 1 iunie: Bernard de Clairvaux sosește la Bordeaux; el organizează lupta împotriva ereziei catharilor în provincia Midi din Franța de sud.
- 1 decembrie: Ca răspuns la o scrisoare a principatului Antiohiei și a regatului Ierusalimului, papa Eugeniu al III-lea emite bula Quantum praedecessores, prin care cheamă la organizarea unei noi cruciade; începe Cruciada a doua; se acordă indulgență participanților la cruciada care să sprijine pe patriarhul latin de Ierusalim.
- 25 decembrie: În cadrul adunării solemne de la Bourges, regele Ludovic al VII-lea al Franței anunță proiectul său de cruciadă: cruciada începe să fie predicată pe teritoriul Franței de către călugărul Raoul.

### Nedatate
- Almohazii, conduși de Abd al-Mumin, cuceresc Tlemcen și Oran de la almoravizi.
- Almoravidul Tashfin ibn Ali este ucis în timpul unei tentative de recucerire a Andalusiei.
- Invazie a khmerilor în statul Champa.
- Potrivit estimărilor, orașul Merv din Imperiul selgiucizilor devine cel mai populat oraș din lume, depășind Constantinopolul.
- Prima menționare a legendarului preot Ioan.
- Regele Afonso I al Portugaliei înființează ordinul cavalerilor de Aviz, pentru a lupta împotriva maurilor.

## Arte, științe, literatură și filozofie
- Apare traducerea în limba latină a Aritmeticii lui al-Kharizmi, realizată de către Platon din Tivoli, Robert din Chester și Gerardo din Cremona.
- Începe construirea catedralei Notre-Dame din Chartres.
- Kim Pusik și echipa sa de istorici termină de compilat textul istoric coreean intitulat Samguk Sagi.
- Se construiește catedrala Notre-Dame din Lausanne.

## Înscăunări
- 18 februarie: Papa Eugeniu al III-lea (n. Pietro Bernardo Paganelli din Montemagno), (1145-1153).
- Ibrahim ibn Tashfin, conducător al almoravizilor (1145-1147).

## Nașteri
- Al-Adil I, sultan ayyubid din Egipt (d. 1218)
- Grigore al IX-lea, papă (d. 1241)
- Ibn Jubayr, geograf, călător și poet arab (d. 1217).
- Ioan Kinamos, cronicar bizantin (d. 1190)
- Ruben al III-lea, principe armean (d. 1187)
- Sverre Sigurdsson, rege al Norvegiei (d. 1202)

## Decese
- 15 februarie: Papa Lucius al II-lea (n. ?)
- Tashfin ibn Ali, conducător al almoravizilor (n. ?)
- Zhang Zeduan, pictor chinez (n. 1085)